# Zašová
Zašová é uma comuna checa localizada na região de Zlín, distrito de Vsetín.